# Distrito electoral local 6 de Chihuahua
El Distrito electoral local 6 de Chihuahua es uno de los 22 distritos electorales en los que se encuentra dividido el territorio del estado de Chihuahua. Su cabecera es Ciudad Juárez. 
Desde el proceso de redistritación de 2022 abarca parte de la zona oeste de Ciudad Juárez.

## Distritaciones anteriores

### Distritación de 1968
En ese entonces tuvo su cabecera en Jiménez, y abarcaba los municipios de Allende, Coronado, Jiménez y López.

### Distritación de 1989
En la distritación de 1989 este distrito continuó teniendo su cabecera en Jiménez, abarcando los municipios de Coronado, Jiménez y López.

### Distritación de 1995
Para 1995 el distrito pasó a abarcar parte de Ciudad Juárez.

### Distritación de 1997
En 1997 el distrito continuó teniendo su cabecera en Ciudad Juárez, abarcando parte de la zona oeste de la ciudad.

### Distritación de 2012
Para 2013 el distrito continuó abarcando parte de la zona oeste Ciudad Juárez y la zona noroeste del Municipio de Juárez.

### Distritación de 2015
Entre 2015 y 2022, continuó en Ciudad Juárez, abarcando parte de la zona oeste de la ciudad.

## Diputados por el distrito
| Diputado                          | Grupo parlamentario | Legislatura | Periodo     | Cabecera distrital Según cada distritación |
| --------------------------------- | ------------------- | ----------- | ----------- | ------------------------------------------ |
| Santiago J. Rodríguez             |                     | XLIX        | 1968 - 1971 | Jiménez                                    |
| Francisco Ochoa Cáuz              |                     | L           | 1971 - 1974 | Jiménez                                    |
| Néstor Modesto Luján              |                     | LI          | 1974 - 1977 | Jiménez                                    |
| Fidel Juárez Hernández            |                     | LII         | 1977 - 1980 | Jiménez                                    |
| Andrés Ochoa García               |                     | LIII        | 1980 - 1983 | Jiménez                                    |
| Guerrero Chávez Herrera           |                     | LIV         | 1983 - 1986 | Jiménez                                    |
| Mario Pérez Urquiza               |                     | LV          | 1986 - 1989 | Jiménez                                    |
| Jesús Francisco Villanueva Robles |                     | LVI         | 1989 - 1992 | Jiménez                                    |
| Jesús Levario Levario             |                     | LVII        | 1992 - 1995 | Jiménez                                    |
| Óscar René Nieto Burciaga         |                     | LVIII       | 1995 - 1998 | Ciudad Juárez                              |
| Hiram Contreras Herrera           |                     | LIX         | 1998 - 2001 | Ciudad Juárez                              |
| Víctor Hugo Estala Banda          |                     | LX          | 2001 - 2004 | Ciudad Juárez                              |
| Sergio Vázquez Olivas             |                     | LXI         | 2004 - 2007 | Ciudad Juárez                              |
| Patricia Alamillo Calvillo        |                     | LXII        | 2007 - 2010 | Ciudad Juárez                              |
| César Tapia Martínez              |                     | LXIII       | 2010 - 2013 | Ciudad Juárez                              |
| Gloria Porras Valles              |                     | LXIV        | 2013 - 2016 | Ciudad Juárez                              |
| Gustavo Alfaro Ontiveros          |                     | LXV         | 2016 - 2018 | Ciudad Juárez                              |
| Deyanira Ozaeta Díaz              |                     | LXVI        | 2018 - 2021 | Ciudad Juárez                              |
| Deyanira Ozaeta Díaz              |                     | LXVII       | 2021 - 2023 | Ciudad Juárez                              |
| Jael Argüelles Díaz               |                     | LXVII       | 2023 -      | Ciudad Juárez                              |

## Resultados Electorales

### 2024
| Candidato                         | Candidato                         | Candidato | Partido o coalición | Votos | Porcentaje |
| --------------------------------- | --------------------------------- | --- | --- | ----- | ---------- |
| Isamar Valadez Enríquez           | Isamar Valadez Enríquez           | Isamar Valadez Enríquez | Coalición "Fuerza y Corazón por México" Partido Acción Nacional Partido Revolucionario Institucional Partido de la Revolución Democrática | —     | —          |
| Irlanda Dominique Márquez Nolasco | Irlanda Dominique Márquez Nolasco | Coalición "Sigamos Haciendo Historia" Movimiento Regeneración Nacional Partido del Trabajo Partido Verde Ecologista de México | — | —     |            |
| Silvano Rodríguez Torres          | Silvano Rodríguez Torres          | Silvano Rodríguez Torres | Movimiento Ciudadano | —     | —          |
| Candidatos no registrados         | Candidatos no registrados         | — | — | —     |            |
| Total de votos válidos            | Total de votos válidos            | Total de votos válidos | Total de votos válidos |       | —          |
| Instituto Nacional Electoral.     |                                   | | |       |            |

### 2016
|  | 27.32 % |

|  | 25.11 % |

|  | 2.09 % |

|  | 4.17 % |

|  | 3.69 % |

|  | 6.31 % |

|  | 6.77 % |

|  | 10.30 % |

|  | 6.09 % |

|  | 0.80 % |

|  | 7.35 % |

|  | 100.00 % |

### 2013
|  | 31.65 % |

|  | 51.92 % |

|  | 4.17 % |

|  | 5.50 % |

|  | 2.37 % |

|  | 0.53 % |

|  | 3.87 % |

|  | 100.00 % |

### 2010
|  | 33.18 % |

|  | 54.02 % |

|  | 2.97 % |

|  | 3.39 % |

|  | 1.16 % |

|  | 0.14 % |

|  | 4.63 % |

|  | 100.00 % |

### 2007
|  | 39.52 % |

|  | 51.15 % |

|  | 2.09 % |

|  | 1.90 % |

|  | 2.56 % |

|  | 0.54 % |

|  | 0.03 % |

|  | 2.21 % |

|  | 100.00 % |

### 2004
|  | 43.71 % |

|  | 54.03 % |

|  | 0.03 % |

|  | 2.23 % |

|  | 100.00 % |

### 2001
|  | 44.59 % |

|  | 41.95 % |

|  | 4.86 % |

|  | 3.90 % |

|  | 0.75 % |

|  | 0.14 % |

|  | 0.01 % |

|  | 1.92 % |

|  | 100.00 % |

### 1998
|  | 43.78 % |

|  | 41.68 % |

|  | 7.11 % |

|  | 0.75 % |

|  | 1.77 % |

|  | 1.89 % |

|  | 0.00 % |

|  | 3.02 % |

|  | 100.00 % |

### 1995
|  | 45.63 % |

|  | 44.90 % |

|  | 4.10 % |

|  | 0.46 % |

|  | 0.00 % |

|  | 3.64 % |

|  | 0.00 % |

|  | 0.05 % |

|  | 0.00 % |

|  | 100.00 % |

### 1992
|  | 45.66 % |

|  | 47.25 % |

|  | 1.03 % |

|  | 1.75 % |

|  | 0.13 % |

|  | 0.90 % |

|  | 0.01 % |

|  | 2.24 % |

|  | 100.00 % |

### 1989
|  | 24.55 % |

|  | 64.77 % |

|  | 1.56 % |

|  | 1.25 % |

|  | 1.85 % |

|  | 2.80 % |

|  | 0.00 % |

|  | 3.22 % |

|  | 100.00 % |

### 1986
|  | 27.70 % |

|  | 68.44 % |

|  | 1.43 % |

|  | 0.04 % |

|  | 1.60 % |

|  | 0.31 % |

|  | 0.45 % |

|  | 0.00 % |

### 1983
|  | 18.54 % |

|  | 57.73 % |

|  | 14.17 % |

|  | 0.89 % |

|  | 4.02 % |

|  | 0.00 % |

|  | 0.00 % |

|  | 0.00 % |

|  | 4.65 % |

|  | 100.00 % |

### 1980
|  | 0.00 % |

|  | 87.50 % |

|  | 4.45 % |

|  | 0.00 % |

|  | 1.22 % |

|  | 6.73 % |

|  | 0.11 % |

|  | 0.00 % |

|  | 0.00 % |

|  | 100.00 % |